# Smilax ornata
Xá xị (danh pháp khoa học: Smilax ornata) là một loài thực vật có hoa trong họ Smilacaceae. Loài này được Lem. miêu tả khoa học đầu tiên năm 1865. Lá xá xị là nguyên liệu cho đồ xuống xá xị.

## Hình ảnh